# Lux

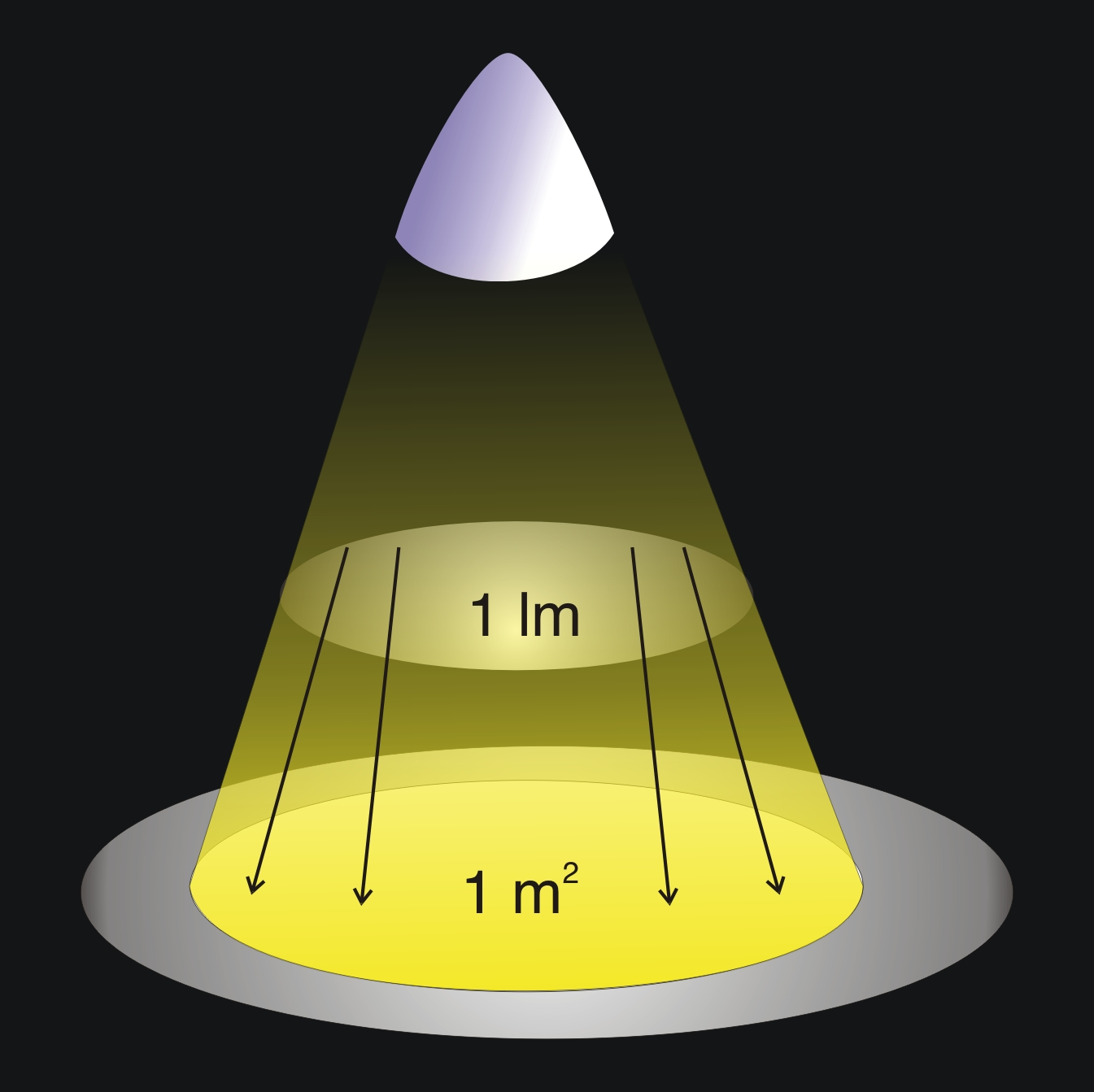
Um fluxo luminoso de 1 lumen a incidir perpendicularmente sobre uma superfície de 1 m^{2}, ilumina essa superfície (média) com 1 lux.

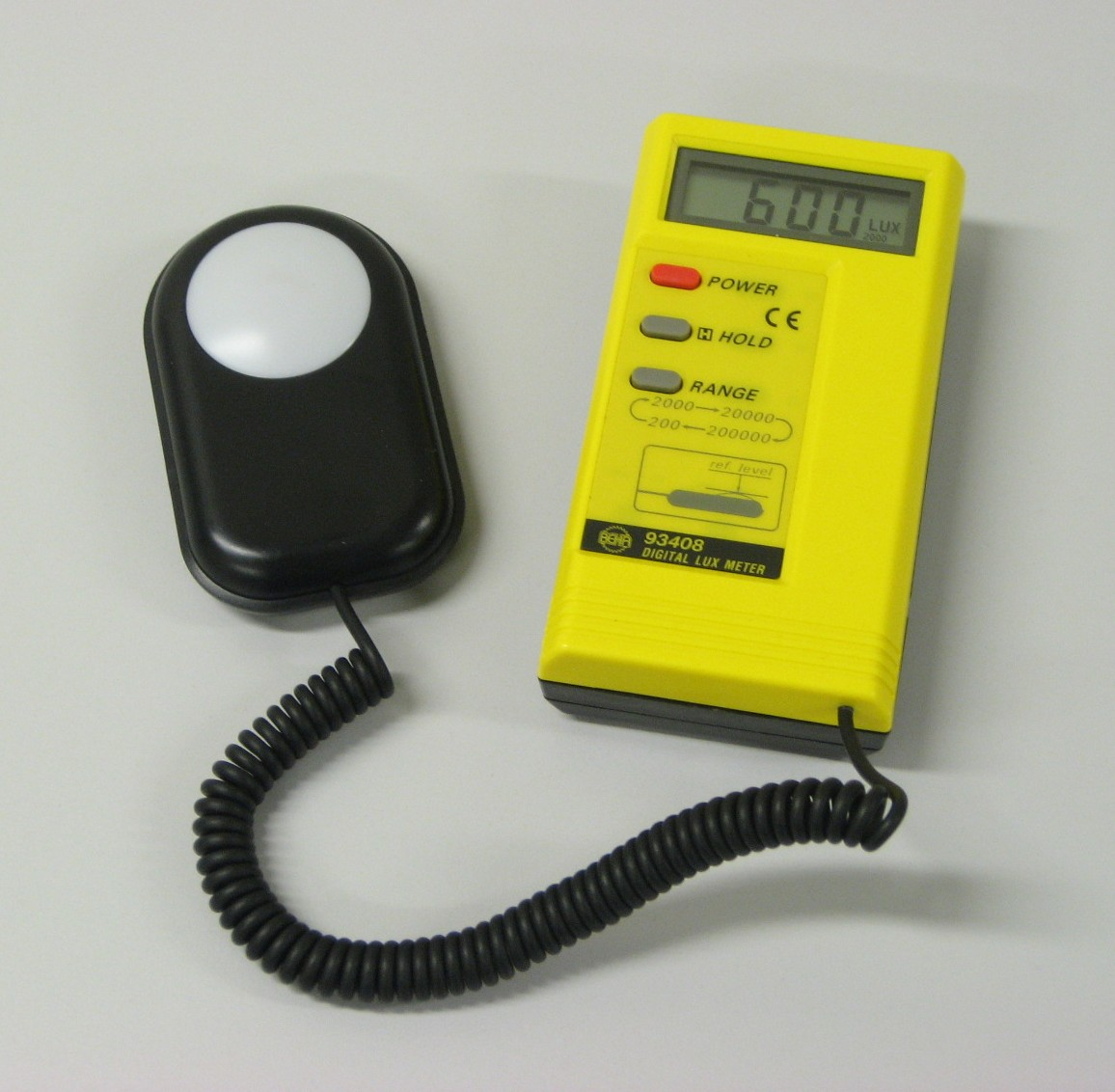
Luxímetro.

Lux (símbolo lx) é a unidade derivada do Sistema Internacional de Unidades usada para medição do fluxo luminoso por unidade de área, ou seja da densidade de intensidade luminosa conhecida por iluminância (ou iluminamento). Corresponde à incidência perpendicular de um fluxo luminoso de 1 lúmen sobre uma superfície com 1 metro quadrado (1 lx =1 lm/m2). Em fotometria, o conceito é usado como uma medida da intensidade, conforme percebida pelo olho humano, da luz que atinge ou passa através de uma superfície. É análoga à unidade radiométrica de irradiância W/m2 (watt por metro quadrado), mas com a potência em cada comprimento de onda ponderada de acordo com a função de luminosidade, um modelo padronizado de percepção humana do brilho visual. O termo "lux" é usado indistintamente como forma singular e plural.

## Descrição

### Iluminância
A iluminância é uma medida da forma como o fluxo luminoso é espalhado sobre uma determinada área. Pode-se pensar no fluxo luminoso (medido em lúmens) como uma medida da "quantidade" total de luz visível presente, sendo nesse caso a iluminância uma medida da intensidade da iluminação sobre uma superfície que receba esse fluxo luminoso. Uma determinada quantidade de luz iluminará uma superfície de maneira mais ténue se espalhada por uma área maior, de modo que a iluminância é inversamente proporcional à área quando o fluxo luminoso é mantido constante.
Um lux é igual a um lúmen (lm) por metro quadrado (m2):
{\displaystyle \mathrm {1\,lx=1\,{\frac {lm}{m^{2}}}} }
ou, quando expresso em candela (cd) por esterradiano (sr):
{\displaystyle \mathrm {1\,lx=1\,{\frac {({cd}.{{sr})}}{m^{2}}}} }
Um fluxo de 1000 lúmens, distribuído uniformemente sobre uma área de 1 metro quadrado, ilumina esse metro quadrado com um iluminância de 1000 lux. Contudo, os mesmos 1000 lúmens distribuídos sobre 10 metros quadrados produzem uma iluminância de apenas 100 lux.
Em consequência da proporcionalidade inversa entre área e iluminância face a um fluxo luminoso fixo, é possível obter uma iluminação de 500 lux numa cozinha doméstica com um único equipamento de lâmpada fluorescente com uma saída de 12000 lúmens. Contudo, para iluminar o chão de uma fábrica com dezenas de vezes a área da cozinha, seriam necessárias dezenas desses equipamentos. Assim, iluminar uma área maior com o mesmo nível de lux requer sempre um número maior de lúmens.
Tal como ocorre com as restantes unidades SI, podem ser utilizados prefixos SI, por exemplo um kilolux (klx) é 1000 lux.
A tabela que se segue apresenta alguns exemplos de iluminância sob várias condições:
| Iluminância (lux) | Superfícies iluminadas por                                      |
| ----------------- | --------------------------------------------------------------- |
| 0.0001            | Noite sem lua, céu encoberto (luz estelar)                      |
| 0.002             | Noite sem lua, céu descoberto com luminescência atmosférica     |
| 0.05–0.3          | Lua cheia em céu descoberto                                     |
| 3.4               | Limite escuro do crepúsculo civil com céu descoberto            |
| 20–50             | Áreas públicas rodeadas por áreas escuras                       |
| 50                | Sala de estar familiar (Austrália, 1998)                        |
| 80                | Iluminação de áreas de circulação de edifício de escritórios/WC |
| 100               | Dia escuro com céu completamente nublado                        |
| 150               | Train station platforms                                         |
| 320–500           | Iluminação de escritórios                                       |
| 400               | Nascer-do-sol ou pôr-do-sol num dia claro.                      |
| 1000              | Dia com céu encoberto; iluminação típica em estúdio de TV       |
| 10,000–25,000     | Luz do dia em dia ensolarado (sem luz solar directa)            |
| 32,000–100,000    | Luz solar directa                                               |

A iluminância fornecida por uma fonte de luz sobre uma superfície perpendicular à direcção de propagação da luz da fonte é uma medida da potência dessa fonte, conforme percebida naquele local. Por exemplo, uma estrela de magnitude aparente 0 fornece 2,08 microlux (μlx) sobre a superfície da Terra. Uma estrela de magnitude 6, quase imperceptível ao olho humano, fornece 8 nanolux (nlx). O Sol não obscurecido por nuvens ou neblinas fornece uma iluminação de até 100 kilolux (klx) na superfície terrestre, sendo o seu valor exacto dependente da altura do ano e das condições atmosféricas. Esta iluminância directa normal está relacionada com a constante de iluminância solar Esc, que é igual a 128000 lux (ver Luz solar e Constante solar).
A iluminância de uma superfície depende de como a superfície é inclinada em relação à fonte. Por exemplo, uma lanterna de bolso voltada para uma parede produzirá um determinado nível de iluminação se apontada perpendicularmente à parede, mas se a lanterna for apontada de forma a aumentar o ângulo em relação à perpendicular (mantendo a mesma distância), o ponto iluminado tornar-se-á maior e, portanto, será menor a intensidade da iluminação, ou seja menor a iluminância. Quando uma superfície é inclinada desviando-se da perpendicular em relação a uma fonte, a iluminação fornecida na superfície é reduzida porque a superfície inclinada subtende um ângulo sólido menor da fonte e, portanto, recebe menos luz. Para uma fonte pontual, a iluminação na superfície inclinada é reduzida por um factor igual ao cosseno do ângulo entre um raio proveniente da fonte e a normal à superfície.
Em problemas práticos de iluminação, conhecidas as características e ângulo da luz é emitida por cada fonte e a distância e geometria da área iluminada, é possível fazer um cálculo numérico da iluminação sobre qualquer superfície, adicionando algebricamente as contribuições de cada ponto em cada fonte de luz.

### Relação entre iluminância e irrradiância

Curvas da função de luminosidade mostrando a sensibilidade do olho humano em visão fotópica (preto) e visão escotópica (verde). A curva referente à visão fotópica inclui o padrão CIE 1931 (curva sólida), os dados modificados de Judd–Vos 1978 (tracejado), e os dados de Sharpe, Stockman, Jagla & Jägle 2005 (ponteado). O eixo horizontal é o comprimento de onda em nm.

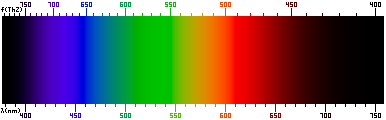

Como todas as unidades fotométricas, o lux tem uma unidade radiométrica correspondente. A diferença entre qualquer unidade fotométrica e a sua unidade radiométrica correspondente consiste na forma como são consideradas as contribuições de cada comprimento de onda da luz considerada: enquanto as unidades radiométricas são baseadas na potência física, com todos os comprimentos de onda sendo ponderados igualmente, as unidades fotométricas levam em conta as características do sistema visual de formação de imagem do olho humano, que é mais sensível a alguns comprimentos de onda do que outros. Em consequência, nas unidades fotométricas, a cada comprimento de onda é dado um peso diferente. O factor de ponderação é conhecido como função de luminosidade, uma curva construída com base na sensibilidade média do olho humana a cada comprimento de onda do espectro visível.

O lux é por definição um lúmen por metro quadrado (lm/m2), e a unidade radiométrica correspondente, que mede irradiância, é o watt por metro quadrado (W/m2). Dada a forma da função de luminosidade, não há um único fator de conversão entre lux e watt por metro quadrado, já que o factor de conversão é diferente para cada comprimento de onda, não sendo possível fazer a conversão a menos que se conheça a composição espectral da luz.
O pico da função de luminosidade é de 555 nm (luz verde); o sistema visual de formação de imagem do olho é mais sensível à luz desse comprimento de onda do que qualquer outro. Para luz monocromática deste comprimento de onda, a quantidade de iluminância para um determinada valor de irradiância é máxima: 683.002 lux por 1 W/m2; a irradiância necessária para produzir 1 lux nesse comprimento de onda é de cerca de 1,464 mW/m2. Outros comprimentos de onda da luz visível produzem menos lux por watt-por-metro quadrado. A função de luminosidade cai para zero para comprimentos de onda fora do espectro visível.
Para uma fonte de luz com diversos comprimentos de onda, o número de lúmens por watt pode ser calculado por meio da função de luminosidade. Para parecer razoavelmente "branca", uma fonte de luz não pode consistir apenas na luz verde à qual os fotorreceptores visuais formadores de imagem do olho humano são mais sensíveis, mas deve incluir uma mistura razoável de comprimentos de onda das zonas espectrais dos vermelhos e azuis, aos quais os olhos são muito menos sensíveis.
Em consequência dessa variação de sensibilidade do olho em função da frequência da luz, as fontes de luz branca (ou esbranquiçada) produzem muito menos lúmens por watt do que o máximo teórico de 683,002 lm/W. A razão entre o número real de lúmens por watt e o máximo teórico é expressa como uma percentagem conhecida como eficiência luminosa da fonte. Por exemplo, uma típica lâmpada incandescente tem uma eficiência luminosa de apenas cerca de 2%.
Na realidade, os olhos de cada pessoa variam ligeiramente nas suas funções de luminosidade. No entanto, as unidades fotométricas são definidas com precisão e mensuráveis com precisão, já que são unidades baseados sobre uma função de luminosidade padrão acordada, com base em medições das características espectrais médias da fotorrecepção visual formadora de imagem com base na amostragem da sensibilidade individual de um elevado número de olhos humanos individualmente considerados.

## Especificações fotométricas de câmaras e video-câmaras
As especificações fotométricas para equipamentos electrónicos como video-câmaras e câmaras de video-vigilância geralmente incluem um nível mínimo de iluminação em lux, no qual o equipamento grava uma imagem satisfatória. Uma câmara com boa capacidade de captação em ambientes com pouca luz terá uma classificação lux mais baixa. As câmara fotográficas não usam essa especificação, pois a manipulação do tempo de exposição pode ser usada para obter fotografias com níveis de iluminação muito baixos, ao contrário das câmaras de vídeo, onde o tempo máximo de exposição é geralmente definido pela taxa de quadros.

## Relação do lux com unidades de iluminância não SI
A unidade correspondente ao lux nas unidades tradicionais é a vela, que na versão inglesa e americana é conhecida por vela-pé (foot-candle), sendo que a uma vela internacional equivale a 1,019 candela. Uma vela-pé corresponde a cerca de 10,764 lux. Como uma vela-pé é aproximadamente a iluminação lançada na superfície por uma fonte com uma candela de intensidade a um pé de distância, um lux poderia ser considerado uma "vela-metro", embora esse termo seja desencorajado porque não está em conformidade com os padrões de SI para os nomes de unidades.
Outras unidades não padronizadas pelo SI com algum uso são:
- phot (ph) igual a 10 kilolux (10 klx).
- nox (nx) igual 1 mililux (1 mlx).

Em astronomia, a magnitude aparente é uma medida da iluminância de uma estrela quando vista através da atmosfera terrestre. Uma estrela com uma magnitude aparente de 0 tem um a iluminância de 2,54 microlux fora da atmosfera da Terra, e cerca de 82% desse valor (2,08 microlux) quando observada da superfície terrestre sob céu limpo. Uma estrela de magnitude 6 (apenas escassamente visível pelo olho humano em excelentes condições de visibilidade) corresponde a uma iluminância de 8,3 nanolux.
Uma fonte de luz com a intensidade de uma vela padrão internacional (uma candela) quando vista a um quilómetro de distância forneceria uma iluminância de 1 microlux, aproximadamente a mesma que uma estrela de magnitude aparente 1 quando vista sob um céu limpo.

## Símbolo Unicode
Unicode possui um símbolo para "lx": (㏓). É um código legado para acomodar páginas de código antigas em alguns idiomas da Ásia. O uso deste código não é recomendado.

## Unidades fotométricas do SI
| Energia luminosa                          | Qv | lumen · segundo                      | lm⋅s         | T J       | A unidade lumen segundo é por vezes designada por talbot.                                                                                              |
| Fluxo luminoso, potência luminosa         | Φv | lumen (= candela esterorradianos)    | lm (= cd⋅sr) | J         | Energia luminosa por unidade de tempo |
| Intensidade luminosa                      | Iv | candela (= lumen por esterorradiano) | cd (= lm/sr) | J         | Fluxo luminoso por unidade de ângulo sólido |
| Luminância                                | Lv | candela por metro quadrado           | cd/m2        | L−2J      | Fluxo luminoso por unidade de ângulo sólido por unidade projectada a partir de área fonte. A candela por metro quadrado é por vezes designada por nit. |
| Iluminância                               | Ev | lux (= lumen por metro quadrado)     | lx (= lm/m2) | L−2J      | Fluxo luminoso incidente sobre uma superfície |
| Saída luminosa, emitância luminosa        | Mv | lumen por metro quadrado             | lm/m2        | L−2J      | Fluxo luminoso emitido por uma superfície |
| Exposição luminosa                        | Hv | lux segundo                          | lx⋅s         | L−2T J    | Iluminância integrada sobre o tempo de exposição à luz                                                                                                 |
| Densidade de energia luminosa             | ωv | lumen segundo por metro cúbico       | lm⋅s/m3      | L−3T J    | |
| Eficácia luminosa (da radiação)           | K  | lumen por watt                       | lm/W         | M−1L−2T3J | Razão entre o fluxo luminoso e o fluxo radiante |
| Eficácia luminosa (de uma fonte)          | η  | lumen por watt                       | lm/W         | M−1L−2T3J | RAzão entre o fluxo luminoso e o consumo energético da fonte                                                                                           |
| Eficiência luminosa, coeficiente luminoso | V  |                                      |              | 1         | Eficácia luminosa normalizada pela máxima eficácia possível                                                                                            |
| Ver também: SI · Fotometria · Radiometria |    |                                      |              |           | |

1. ↑  Os organismos de normalização recomendam que as grandezas fotométricas devem ser denotadas com um subscripto "v" (para "visual") para evitar confusão com as grandezas radiométricas ou fotónicas. Por exemplo: USA Standard Letter Symbols for Illuminating Engineering USAS Z7.1-1967, Y10.18-1967
2. ↑  Os símbolos nesta coluna denotam as dimensões da grandeza física; "L", "T" e "J" são, respectivamente, para as grandezas comprimento, tempo e intensidade luminosa (e não os símbolos para as unidades de medida litro, tesla e joule).
3. 1 2 3  Símbolos alternativos por vezes usados para esta grandeza são: W para energia luminosa, P ou F para fluxo luminoso, e ρ para a eficácia luminosa na fonte.

### Múltiplos do lux
| Múltiplo | Nome     | Símbolo |  | Submúltiplo | Nome     | Símbolo |
| -------- | -------- | ------- |  | ----------- | -------- | ------- |
| 100      | lux      | lx      |  |             |          |         |
| 101      | decalux  | dalx    |  | 10–1        | decilux  | dlx     |
| 102      | hectolux | hlx     |  | 10–2        | centilux | clx     |
| 103      | quilolux | klx     |  | 10–3        | mililux  | mlx     |
| 106      | megalux  | Mlx     |  | 10–6        | microlux | µlx     |
| 109      | gigalux  | Glx     |  | 10–9        | nanolux  | nlx     |
| 1012     | teralux  | Tlx     |  | 10–12       | picolux  | plx     |
| 1015     | petalux  | Plx     |  | 10–15       | femtolux | flx     |
| 1018     | exalux   | Elx     |  | 10–18       | attolux  | alx     |
| 1021     | zettalux | Zlx     |  | 10–21       | zeptolux | zlx     |
| 1024     | yottalux | Ylx     |  | 10–24       | yoctolux | ylx     |